# Anthophora
Genre
Anthophora (du grec anthophoros, issu de anthos « fleur », et pherein « porter », référence aux activités floricoles des adultes qui assurent la pollinisation de nombreux ordres de plantes grâce à leur langue allongée qui leur confère une aptitude accrue à la récolte du nectar) est un genre d'abeilles solitaires terricoles (bâtissant dans le sol, voire sur des surfaces verticales, des terriers dont les parois sont lissées avec de l'argile leur donnant un aspect de cheminée) qui regroupe plus de 450 espèces, réparties dans le monde entier. Ce genre est, dans la famille des Apidés, celui qui regroupe le plus d'espèces ; il est d'ailleurs scindé en 14 sous-genres. C'est dans les régions holarctiques et africaines que se trouve la plus grande diversité des espèces et le nombre d'individus le plus important.

## Caractéristiques
Les Anthophores sont les « Abeilles à fourrure (de) » des germanophones. Avec leur grande taille, leur pilosité hirsute, dense et abondante, et leur forme trapue, ces abeilles qui ont pourtant une livrée aposématique de guêpe, sont souvent confondues avec le bourdon avec qui elles partagent la pratique de la pollinisation vibratile (bourdonnement strident et aigus chez les Anthophores, ce son caractéristique permettant, avec
une certaine habitude, de les reconnaître à l’ouïe).
Toutes ces espèces sont solitaires, bien que pouvant construire leur nid dans de vastes bourgades. Presque toutes les espèces construisent des nids au niveau du sol, que ce soit sur des berges ou en terrain plat. Les larves se développent dans des cellules avec des provisions et ne s'enveloppent pas d'un cocon.
Il existe un dimorphisme sexuel, en général les mâles ont des marques faciales jaunes ou de couleur plus pâle, ils peuvent également avoir des pattes ou des poils particuliers.
Les espèces de ce genre jouent un rôle important dans la pollinisation des fleurs et des arbres fruitiers à floraison précoce (cerisier, prunier) car les adultes précoces au vol vif sont actifs dès les premières heures du jour des mois printaniers, grâce au réflexe de frissonnement qui permet de réchauffer leurs muscles thoraciques (cet échauffement permet d'accélérer la synthèse d'ATP nécessaire pour produire des battements d'aile d'une fréquence élevée, plus de 200 par seconde). Leur pilosité abondante permet de maintenir leur thorax à la température nécessaire pour voler, environ 30 °C, tandis qu'aux heures chaudes de la journée, elles se réfugient dans leur terrier pour réguler la température de leur corps (en) et éviter la surchauffe.
Elles se distinguent du genre très similaire Amegilla par la possession d'un arolium entre les griffes des tarses.

## Espèces présentes en Europe
- Anthophora aestivalis (Panzer 1801).
- Anthophora affinis Brullé 1832.
- Anthophora agama Radoszkowski 1869.
- Anthophora albomaculata Radoszkowski 1874.
- Anthophora alluaudi Perez 1895.
- Anthophora alternans (Klug 1845).
- Anthophora andalusica Perez 1902.
- Anthophora asiatica Morawitz 1880.
- Anthophora atriceps Perez 1879.
- Anthophora atricilla Eversmann 1846.
- Anthophora atroalba Lepeletier 1841.
- Anthophora balearica (Friese 1896).
- Anthophora balneorum Lepeletier 1841.
- Anthophora belieri Dours 1869.
- Anthophora biciliata Lepeletier 1841.
- Anthophora bimaculata (Panzer 1798).
- Anthophora borealis Morawitz 1864.
- Anthophora brullei (Lepeletier 1841).
- Anthophora calcarata Lepeletier 1841.
- Anthophora candens (Perez 1896).
- Anthophora cinereus (Friese 1896).
- Anthophora crassipes Lepeletier 1841.
- Anthophora crinipes Smith 1854.
- Anthophora dalmatica Perez 1902.
- Anthophora denticrus Morawitz 1872.
- Anthophora deserticola Morawitz 1873.
- Anthophora dispar Lepeletier 1841.
- Anthophora dubia Eversmann 1852.
- Anthophora dufourii Lepeletier 1841.
- Anthophora effossa Heyden 1862.
- Anthophora eversmanni (Dalla Torre & Friese 1895).
- Anthophora femorata (Olivier 1789).
- Anthophora ferruginea Lepeletier 1841.
- Anthophora fulvipes Eversmann 1846.
- Anthophora fulvitarsis Brullé 1832.
- Anthophora fulvodimidiata Dours 1869.
- Anthophora furcata (Panzer 1798).
- Anthophora gracilipes Morawitz 1873.
- Anthophora hispanica (Fabricius 1787).
- Anthophora ireos (Pallas 1773).
- Anthophora laevigata Spinola 1808.
- Anthophora lanzarotensis (Tkalcu 1994).
- Anthophora larvata Giraud 1863.
- Anthophora lepidodea Dours 1869.
- Anthophora leucophaea Perez 1879.
- Anthophora lieftinctki (Tkalcu 1994).
- Anthophora mediozonata Laboulbene 1870.
- Anthophora moderna Morawitz 1878.
- Anthophora mucida Gribodo 1873.
- Anthophora nigromaculata Lucas 1846.
- Anthophora nigrovittata Dours 1869.
- Anthophora oraniensis Lepeletier 1841.
- Anthophora orotavae (Saunders 1904).
- Anthophora pedata Eversmann 1852.
- Anthophora plagiata (Illiger 1806).
- Anthophora plumipes (Pallas 1772).
- Anthophora podagra Lepeletier 1841.
- Anthophora porphyrea Westrich 1994.
- Anthophora pruinosa Smith 1854.
- Anthophora pubescens (Fabricius 1781).
- Anthophora pulverosa Smith 1854.
- Anthophora punctilabris Perez 1879.
- Anthophora purpuraria Westrich 1994.
- Anthophora quadricolor (Erichson 1840).
- Anthophora quadrimaculata (Panzer 1798).
- Anthophora repleta Dours 1869.
- Anthophora retusa (Linnaeus 1758).
- Anthophora robusta (Klug 1845).
- Anthophora rogenhoferi Morawitz 1872.
- Anthophora romandii Lepeletier 1841.
- Anthophora rubricrus Dours 1869.
- Anthophora rutilans Dours 1869.
- Anthophora salviae Panzer 1804.
- Anthophora scopipes Spinola 1838.
- Anthophora semicinerea Dours 1869.
- Anthophora senescens Lepeletier 1841.
- Anthophora senicula Perez 1902.
- Anthophora senilis Eversmann 1846.
- Anthophora sichelii Radoszkowski 1868.
- Anthophora subterranea Germar 1826.
- Anthophora talaris Perez 1895.
- Anthophora thomsoni Saunders 1882.
- Anthophora tomentosa Mocsary 1878.
- Anthophora uniciliata Sichel 1860.
- Anthophora vara Lepeletier 1841.

## Espèce hors Europe
- Anthophora affabilis Cresson 1878.